# Escuela Superior de Bellas Artes de Dresde
La Escuela Superior de Bellas Artes de Dresde (HfBK Dresden, también conocida como Escuela Superior de Arte de Dresde o Academia de Bellas Artes Dresde), fue fundada en el año 1764 y es una de las Escuelas Superiores más antiguas de la ciudad de Dresde.

## Historia

### Edificio

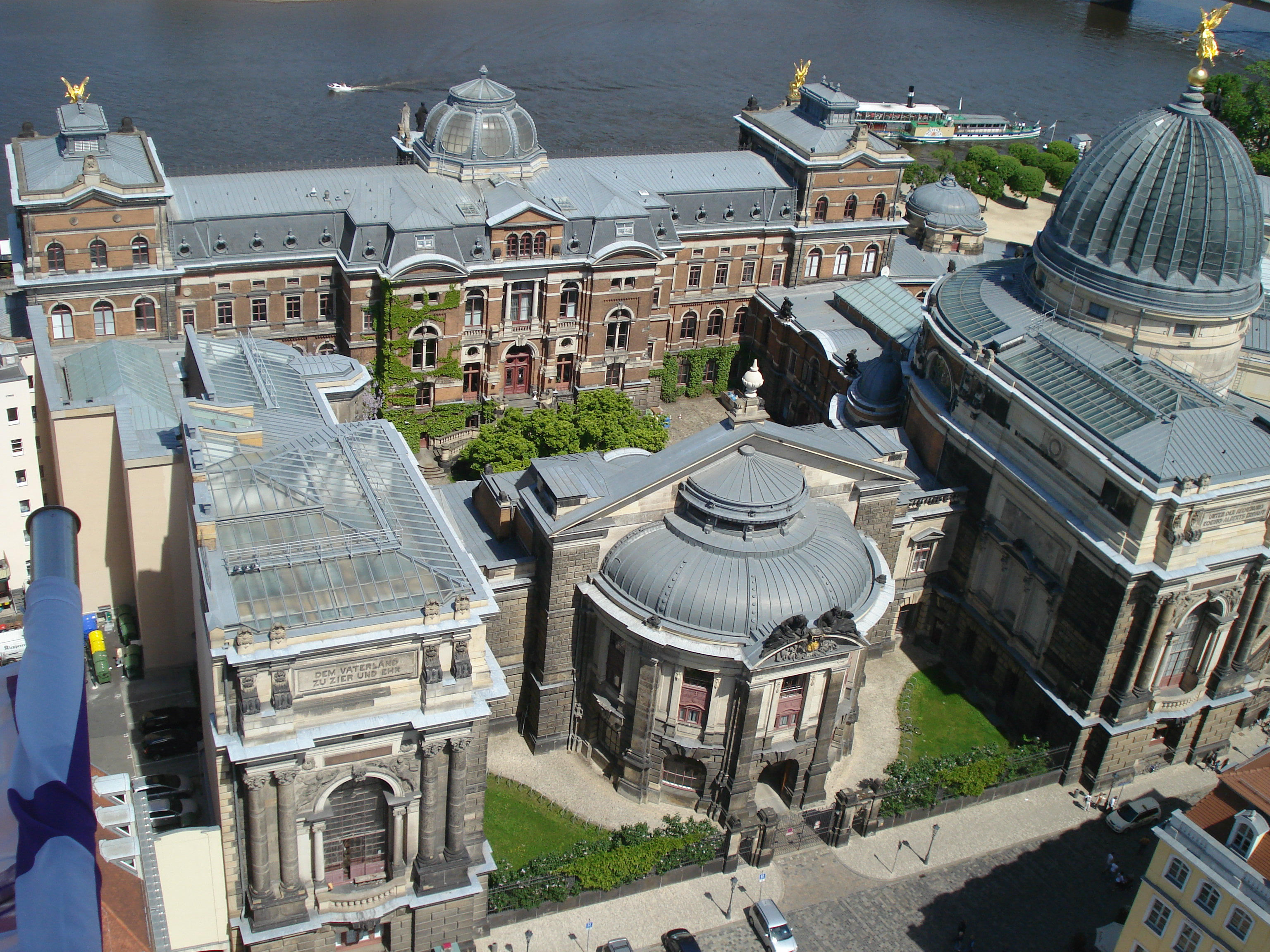
La Escuela Superior de Artes Plásticas se encuentra junto a la Terraza de Brühl.
Vista desde la Iglesia Frauenkirche

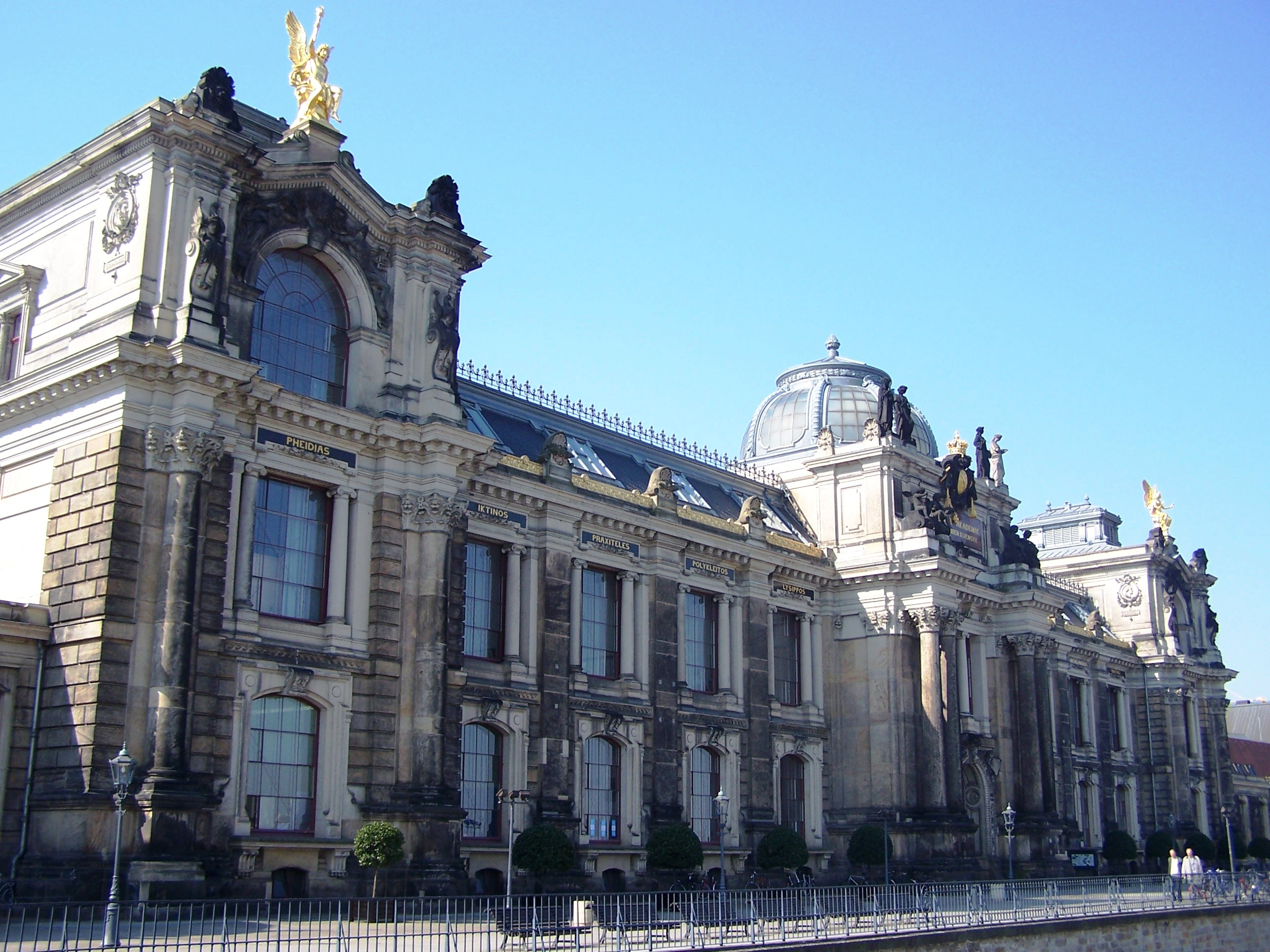
La Escuela Superior de Bellas Artes

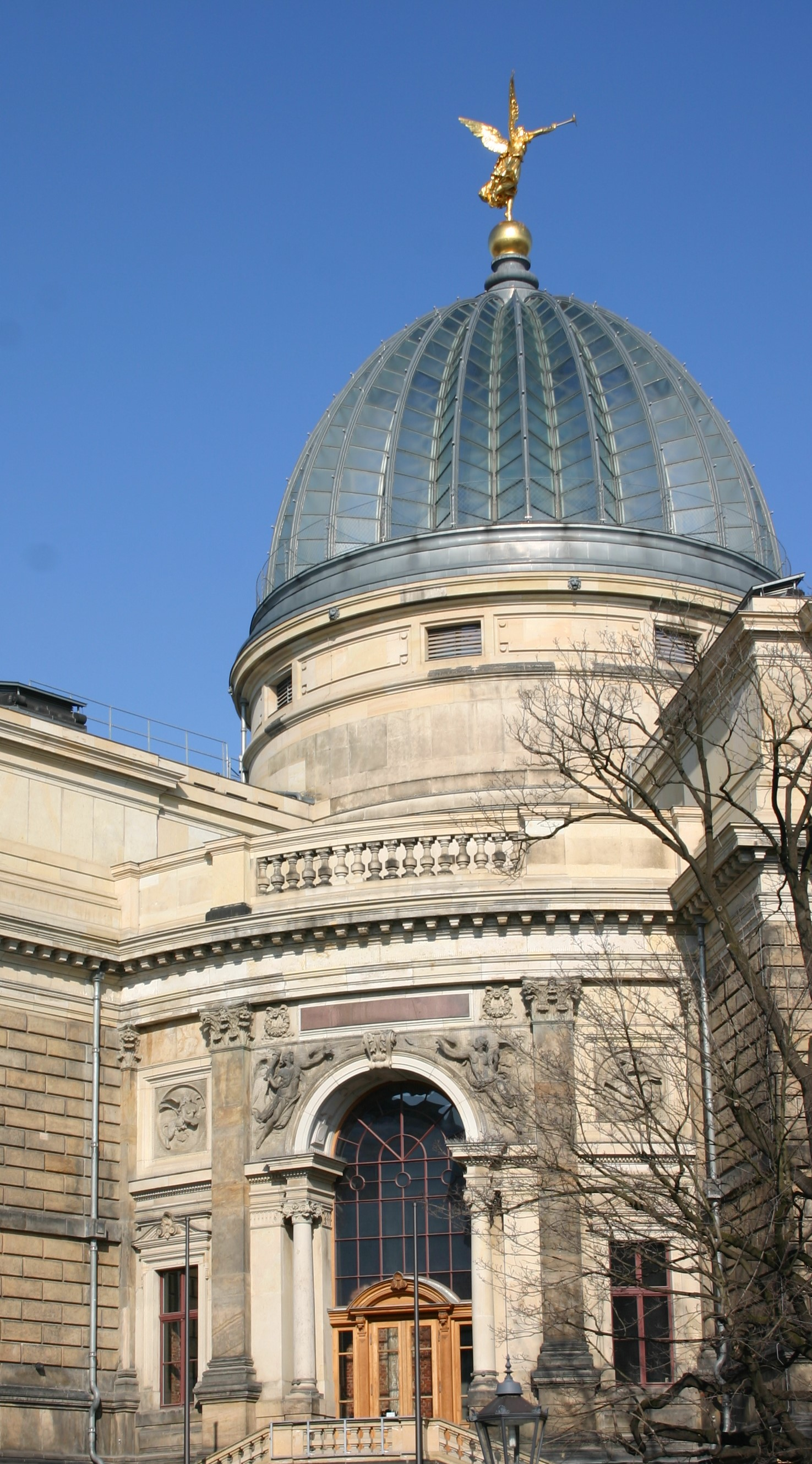
La cúpula de cristal de la Escuela Superior llamada Prensa de limón

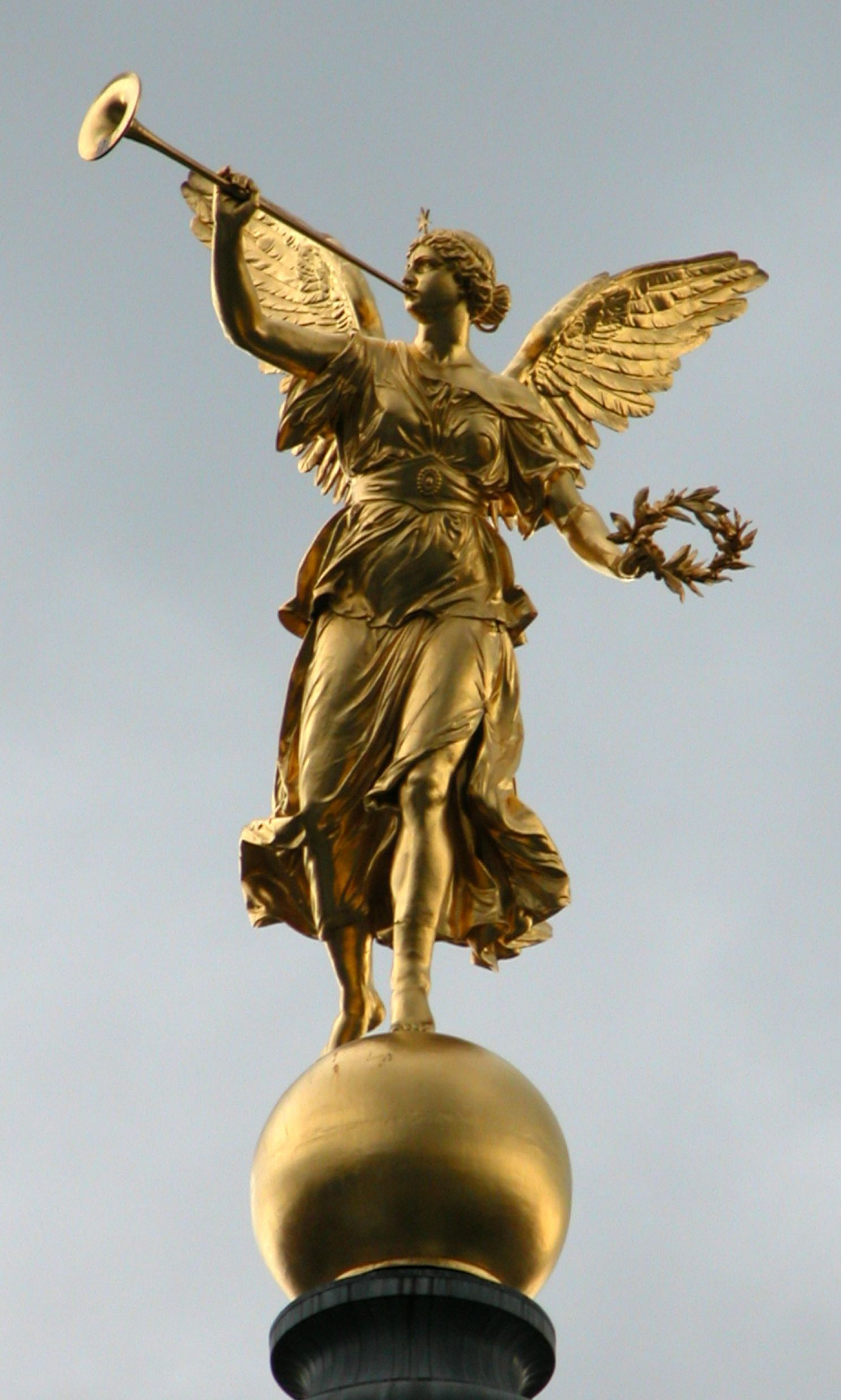
Pheme o Fama en la punta de la Prensa de limón de la Academia de Bellas Artes de Dresde

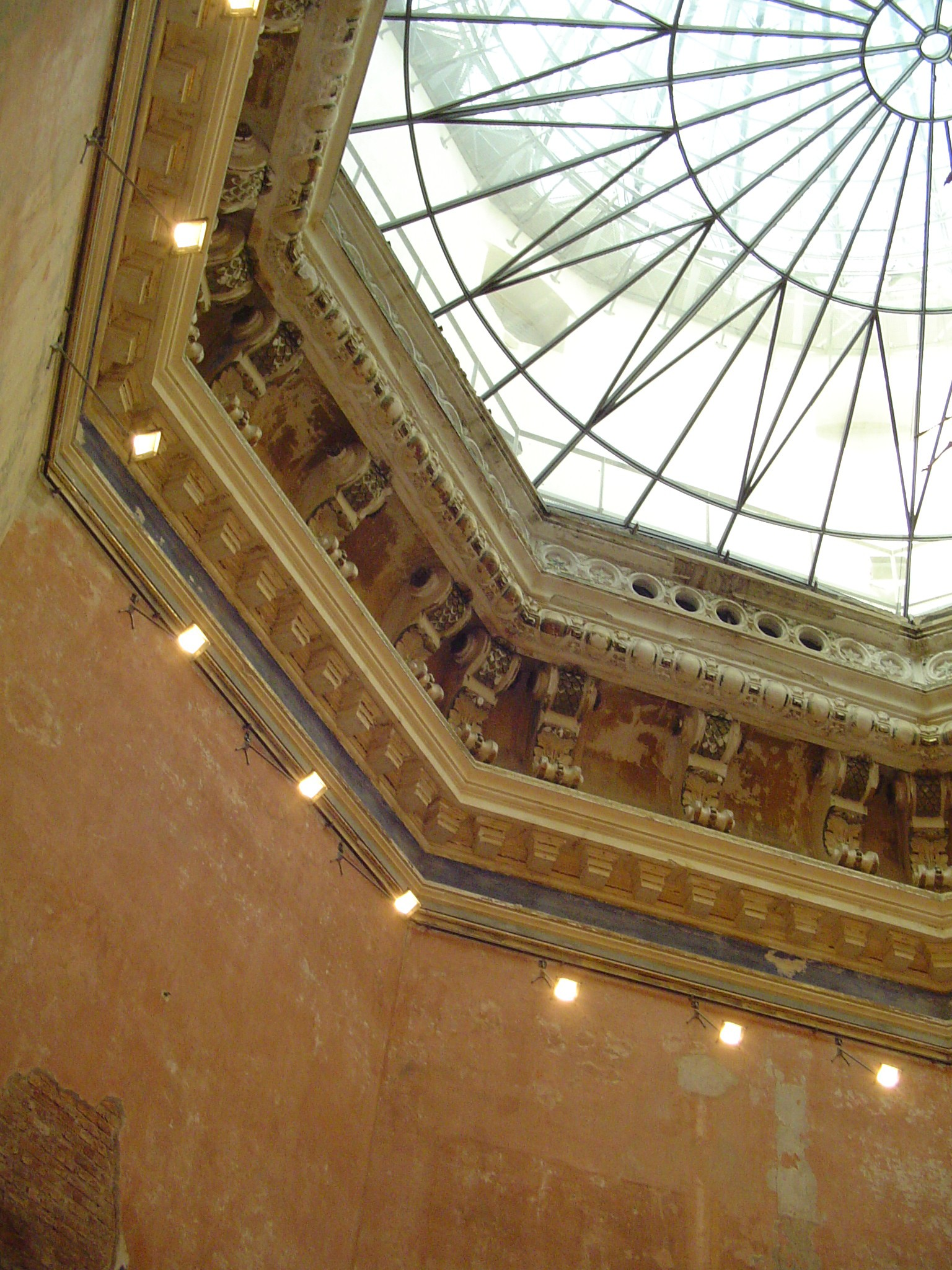
Visión interior de la cúpula de cristal

Junto a la Terraza de Brühl e inmediatamente al lado de la Iglesia Frauenkirche, se sitúa la antigua Real Escuela de Bellas Artes construida en el año 1894. Se encuentra en uno de los tres edificios que forman parte en la actualidad de la Escuela Superior de Artes Plásticas de Dresde. El edificio fue construido en la Terraza de Brühl  por  Constantin Lipsius entre 1887–1894. La cúpula de cristal es famosa por su forma y es conocida como Prensa de Limón. Las partes destruidas durante la Segunda Guerra Mundial han sido saneadas y reconstruidas a partir del año 1991. En la Terraza de Brühl se sitúan los talleres de pintura/gráfica/escultura, los talleres gráficos, el Rectorado y las salas de exposición de la Escuela Superior, donde tienen lugar las exposiciones anuales de los graduados.
El edificio lleva grabado de cara al Río Elba los nombres de: Pheidias, Ictíneos, Praxíteles, Polykleitos, Lysippos, Erwin de Steinbach, Lionnardo, Michel Ángelo, Raffael y Duerer y por el lado: „A LA PATRIA COMO ADORNO Y HONRA“.
La Escuela Superior dispone además de un espléndido edificio principal, otro para la escultura; situado en la calle Pfotenhauerstrasse cuyos talleres datan del año 1910. Los talleres de las carreras de Restauración, Decorado de Imagen de Traje como el Diplomado de Equipamiento Teatral, están asentados en la calle Güntzstrasse, en los edificios de la antigua Academia para el oficio artístico.

### Institución

#### El antecesor
En 1764 fue fundada la „Academia General de Arte, Escultura, Grabado y Arquitectura“ por orden del electorado Friedrich Christian, perteneciendo de 1768 a 1786 a la Casa de Fürstenberg. Su primer director fue el francés Charles Hutin. Después de la muerte de Hutin en 1776, fueron nombrados de forma alternada Johann Eleazar Zeissig  (llamado Schenau) y Giovanni Battista Casanova directores de La Academia.
La Academia fue la instalación consecutiva, donada en 1680 como primera "Escuela de dibujo y pintura”.  Formó parte las Escuelas de Bellas Artes más antiguas del territorio del habla alemana. En 1950 fue fundada La Academia Artes Plásticas de Dresde junto a  La Escuela Superior Estatal  de Arte, la sucesora de la en 1875/76 fundada Real Escuela del Arte de Sajona unificándose en „Escuela Superior de Bellas Artes de Dresde“. 

#### Característica
Hoy pertenece al conjunto las Escuelas Superiores de Bellas Artes de Alemania, que con un perfil inconfundible y con las mejores condiciones es muy atractiva para estudiar Bellas Artes. Talleres generosos y muy bien equipados están a la disposición de los estudiantes. Las posibilidades de exposición de la Escuela Superior son excelentes: Con  un Octógono bajo la cúpula de cristal marcando la vista de la ciudad, su Prensa de limón, y dos grandes salas de exposición que lindan con la biblioteca antigua y la „Galería de la Terraza Brühl“, dispone La Academia de superficies de presentación generosas, que están a disposición de todas las carreras y cooperantes.
En el año 1990 se implementó una nueva orientación, que ofreció la oportunidad de un desarrollo innovador y orgánico de La Academia. Notables artistas a nivel internacional del mundo del arte enseñan en la Escuela Superior. Las diversas ofertas y tendencias artísticas para estudiar  pintura, artes gráficas y escultura están desarrolladas de una forma amplia. Los  pilares clásicos de la doctrina artística en la Escuela Superior de Dresden se complementan a través de discusión e intercambio artístico con el proyecto de „medios nuevos“ y la especialización de trabajos artísticos interdisciplinarios. Estas condiciones permiten hacer un uso óptimo de todas las ofertas y posibilidades.

#### Carreras
La carrera de Artes Plásticas  consiste en 10 semestres y finaliza con el Diplomado. La carrera de  Tecnología del Arte, Conservación y Restauración de Bienes Artísticas pertenece a uno de los institutos más antiguos y renombrados a nivel universitario alemán. Las carreras de Decorado e Imagen de traje y de Equipamiento teatral ofrecen a través de su orientación práctica condiciones muy atractivas, que apenas se encuentran en otros lugares. 
En abril del 2000  se implementó en la calle Güntzstrasse un estudio bien equipado que ofrece unas posibilidades óptimas de trabajo para las carreras de Teatro. 
El posgrado de Terapia de Bellas Artes, que se introdujo hace pocos años en La Academia, solo se oferta a nivel nacional en otro lugar más. Nuevas perspectivas de calidad se les oferta a pedagogos de arte en el área artístico-social después de sus estudios universitarios.

## Profesores
Numerosos Profesores famosos como Canaletto, Giovanni Casanova, Caspar David Friedrich y Gottfried Semper, han dado a La Academia fama internacional. A través de la docencia de Oskar Kokoschka y Otto Dix se implementó en Dresde la tradición de pintura.
Los siguientes artistas enseñan en esta Escuela Superior:

### Artes Plásticas
- Peter Bömmels pintura/gráfica y otros medios de la poesía de la imagen
- Eberhard Bosslet escultura y concepto de espacio
- Monika Brandmeier escultura y medios relativos a la arquitectura
- Ulrike Grossarth  trabajo interdisciplinario de las artes/Mixed Media
- Martin Honert formas tridimensionales
- Elke Hopfe dibujo de imagen, gráfica, pintura
- Ralf Kerbach pintura y  configuración de la imagen, investigación de la imagen
- Christian Sery pintura experimental e interdisciplinaria
- Carl-Emanuel Wolff escultura
- Wilhelm Mundt escultura

### La restauración
La restauración está a cargo de Thomas Danzl, Ursula Haller, Christoph Herm, Ivo Mohrmann y Ulrich Schießl.

### Decorado e Imagen de traje
El Decorado e Imagen de Traje está a cargo los siguientes profesores: Marc Deggeller, Johannes Leiacker y Henning Schaller.

### Equipamiento teatral
A cargo el Equipamiento teatral están: Jens Büttner, Ulrich Eissner, Michael Münch y Gabriele Schoss-Jansen.

### Terapia de Bellas Artes
El Grado superior de Terapia de Bellas Artes está a cargo de Doris Titze.

### Doctrina teórica y orientada al empleo
La doctrina teórica y orientada de empleo está a cargo de: Rainer Beck (historiador de arte), Holger Birkholz, Olaf Lauströer y Constanze Peres.

## Antiguos Profesores
- Hans-Peter Adamski
- Gottfried Bammes
- Rudolf Bergander
- Johan Christian Clausen Dahl
- Jutta Damme
- Lutz Dammbeck
- Otto Dix
- Karl Hanusch
- Alfred Hesse
- Siegfried Klotz
- Gerhard Kettner
- Oskar Kokoschka
- Herbert Kunze
- Constantin Lipsius
- Richard Müller
- Georg Hermann Nicolai
- Günter Horlbeck
- Moritz Retzsch
- Wilhelm Rudolph
- Ursula Sax
- Hans Otto Julius Schadow
- Johannes Schilling
- Max Schwimmer
- Gottfried Semper
- Klaus Michael Stephan
- Joseph Thürmer
- Max Uhlig
- Philipp Veith
- Paul Wallot
- Claus Weidensdorfer
- Detlef Reinemer esculturas plásticas de cerámica y esculturas de piedra

## Antiguos Universitarios
- Johann Friedrich Alexander Thiele (1747–1803), paisajista y grabado
- Joseph Edward von Gillern (1794–1845), pintor y potretista de la época Biedermeier
- Carl Wilhelm Götzloff (1799–1866), pintor del romanticismo
- Ludwig Richter (1803–1884), pintor y dibujante de la época del romanticismo
- Carl Christian Sparmann (1805–1864), paisajista[2]
- Gottfried Pulian (1809–1875), paisajista y pintor de arquitectura
- Johann Friedrich Wilhelm Wegener (1812-1879), paisajista y pintor de animales de la época del romanticismo
- Eduard Leonhardi (1828–1905), paisajista
- Fedor Flinzer (1832–1911), autor, pedagogo, ilustrador
- Bruno Piglhein (1848–1894), escultor y pintor
- Arthur Feudel (1857–1929), retratista y paisajista
- Charles Johann Palmié (1863–1911) paisajista y pintor de naturaleza muerta
- Otto Mueller (1874-1930), pintor y litógrafo del expresionismo
- Peter August Böckstiegel (1889–1951), pintor del expresionismo
- Edmund Kesting (1892–1970), pintor, dibujante, fotógrafo y pedagogo de Bellas Artes
- Walter Hege (1893–1955), fotógrafo, cámara, pintor y director (artístico)
- George Grosz (1893–1959), dibujante y pintor
- Kurt Wehlte (1897–1973), pintor, profesor de técnicas y restaurador
- Conrad Felixmüller (1897–1977), pintor del expresionismo y de la nueva objetividad
- Elfriede Lohse-Wächtler (1899-1940), pintora y dibujante
- Richard Süßmuth (1900–1974), productor y artista de obras de cristal
- Karl Friedrich Gotsch (1900–1984), pintor y dibujante
- Hans Körnig (1905–1989), pintor y dibujante
- Herbert Volwahsen (1906–1988), escultor
- Max Hermann Mahlmann (1912–2000), pintor, pintor de escenarios y “dibujante de uso”
- Heinz Löffler (1913–2008), pintor y dibujante
- Vinzenz Wanitschke, (1932-2011), escultor
- Egon Pukall (1934–1989), pintor y dibujante
- Ljuben Stoév (* 1939), pintor y dibujante
- Gisela Peschke (1942–1993), pintora/dibujante
- Sigrid Noack (* 1947), pintora/dibujante
- Cornelia Schleime (* 1953), pintora y guionista
- Emmanuel P.Guiragossian (* 1954), pintor
- Thomas Reichstein, (* 1960), escultor
- Martin Eder (* 1968), pintor de idílicas de „Kitsch“
- Frank Nitsche (* 1964), pintor
- Eberhard Havekost (* 1967), pintor
- Matthias Kanter (* 1968), pintor
- H.G. Griese (* 1964), pintor

## Carreras
Se pueden absolver las siguientes carreras:
- Artes plásticas (pintura, diseño libre, escultura, nuevos medios)
- Tecnología del arte, conservación y restauración del arte y bienes artísticos
- Decorado e Imagen de traje
- Equipamiento teatral

## Ubicación
La Academia de Bellas Artes se sitúa en tres lugares:
- Brühlsche Terrasse 1, Dresden-Altstadt
- Güntzstraße 34, Dresden-Johannstadt
- Pfotenhauerstraße 81/83, Dresden-Johannstadt

Este año tendrá lugar a principios de julio la exposición anual en la Terraza de Brühl y en la calle Pfotenhauerstraße.